# Dactylorhiza saccifera
Dactylorhiza saccifera (Brongn.) Soó, 1962 è una pianta erbacea appartenente alla famiglia delle Orchidacee.

## Etimologia
L'epiteto specifico (saccifera = a forma di sacco) si riferisce alla forma dello sperone.
Il binomio scientifico di questa pianta inizialmente era Orchis saccifera, proposto dal botanico Adolphe Théodore Brongniart (1801 – 1876) nel 1832, modificato successivamente in quello attualmente accettato (Dactylorhiza maculata subsp. saccifera), proposto dal botanico ungherese Károly Rezső Soó (1903 – 1980) nel 1962.

## Descrizione
Questa pianta è alta da 25 a 90 cm. La forma biologica è geofita bulbosa (G bulb), ossia è una pianta perenne erbacea che porta le gemme in posizione sotterranea. Durante la stagione avversa non presenta organi aerei e le gemme si trovano in organi sotterranei chiamati bulbi o tuberi, organi di riserva che annualmente producono nuovi fusti, foglie e fiori. È un'orchidea terrestre in quanto contrariamente ad altre specie, non è “epifita”, ossia non vive a spese di altri vegetali di maggiori proporzioni.

### Radici
Le radici sono fascicolate e secondarie da bulbo, e si trovano nella parte superiore dei bulbi.

### Fusto
- Parte ipogea:  la parte sotterranea del fusto è composta da due tuberi palmati ognuno più o meno profondamente diviso in più lobi o tubercoli (caratteristica peculiare del genere Dactylorhiza);  il primo svolge delle importanti funzioni di alimentazione del fusto, mentre il secondo raccoglie materiali nutritizi di riserva per lo sviluppo della pianta che si formerà nell'anno venturo.
- Parte epigea: la parte aerea del fusto è eretta, cilindrica e piena (non cava); la superficie è striata. Alla base sono presenti delle lunghe guaine (foglie radicali atrofizzate). È fogliosa fino all'infiorescenza. Nella parte alta può essere arrossata.

### Foglie
Le foglie sono oblunghe o ovalo-lanceolate, carenate e ripiegate verso l'alto e comunque a disposizione eretta (quasi patente); la superficie presenta delle "macchie" scure (da cui il nome della specie) a forma ellissoide-allungata; sono presenti inoltre delle nervature parallele (non troppo evidenti) disposte longitudinalmente. Le foglie possono essere sia radicali (o basali) che caulinari; entrambe sono amplessicauli e abbraccianti il fusto (quelle inferiori abbracciano il fusto fino a metà della loro lunghezza).
- Foglie basali: quella basali sono più ovali. Dimensione delle foglie: larghezza 3 – 4 cm; lunghezza 5 – 9 cm.
- Foglie cauline: quelle cauline sono più lanceolate e lesiniformi e progressivamente più ristrette.

### Infiorescenza
L'infiorescenza è composta da fiori raccolti in dense spighe. Nella prima fioritura la forma dell'infiorescenza è conica, poi a fine fioritura si stabilizza in una forma più cilindrica. I fiori sono posti alle ascelle di brattee membranose a forma lanceolato-lineare e lunghe più dei fiori (possono presentarsi rosseggianti all'apice). I fiori inoltre sono resupinati, ruotati sottosopra tramite torsione dell'ovario; in questo caso il labello è volto in basso. Lunghezza delle brattee inferiori: 3 – 4 cm.

### Fiore
I fiori sono ermafroditi ed irregolarmente zigomorfi, pentaciclici (perigonio a 2 verticilli di tepali, 2 verticilli di stami (di cui uno solo fertile – essendo l'altro atrofizzato), 1 verticillo dello stilo).  I colori variano dal rosa chiaro fino al porpora ed anche al bianco con screziature più scure presenti soprattutto sul labello (a volte anche ai margini dei tepali).
- Formula fiorale: per queste piante viene indicata la seguente formula fiorale:

X, P 3+3, [A 1, G (3)], infero, capsula
- Perigonio: il perigonio è composto da 2 verticilli con 3 tepali (o segmenti) ciascuno (3 interni e 3 esterni). I tepali esterni sono patenti (e comunque non conniventi a quello centrale – come invece nel genere affine Orchis): i due laterali hanno una forma lineare, mentre quello centrale è più ovato e concavo e insieme ai due tepali interni centrali (che sono conniventi) formano una specie di cappuccio a protezione degli organi riproduttori. Dei tre tepali interni quello mediano (chiamato labello) è molto diverso dagli altri.
- Labello:  il labello (semplice – non formato da due parti distinte), brevemente saldato al ginostemio, è trilobo (non in modo molto evidente) ed è lievemente più largo che lungo; i tre lobi sono quasi uguali (quello mediano è lievemente più stretto e più lungo degli altri due); il margine dei lobi può essere lievemente sfrangiato. Sul retro, alla base, il labello è prolungato in uno sperone sacciforme, molto grosso. La superficie del labello è percorsa da macchie colorate più scure alcune con un caratteristico andamento filiforme tipico di queste orchidee. Dimensione dello sperone: larghezza 3 – 4 mm; lunghezza 11 – 13 mm. Dimensione del labello: larghezza 12 – 16 mm; lunghezza 8 – 11 mm.
- Ginostemio:  lo stame con le rispettive antere (in realtà si tratta di una sola antera fertile biloculare – a due logge) è concresciuto con lo stilo e forma una specie di organo colonnare chiamato "ginostemio"[6]. Quest'organo è posizionato all'interno-centro del fiore e in questa specie è molto breve ma con una ampia area stigmatifera. Il polline ha una consistenza gelatinosa; e si trova nelle due logge dell'antera, queste sono fornite di una ghiandola vischiosa (chiamata retinacolo). I pollinii sono inseriti sui due retinacoli tramite delle caudicole, mentre i retinacoli sono protetti da un'unica borsicola rostellare (a forma di coppa). L'ovario, sessile in posizione infera  è formato da tre carpelli fusi insieme[4].
- Fioritura: da maggio a luglio.

### Frutti
Il frutto è una capsula.  Al suo interno sono contenuti numerosi minutissimi semi piatti. Questi semi sono privi di endosperma e gli embrioni contenuti in essi sono poco differenziati in quanto formati da poche cellule. Queste piante vivono in stretta simbiosi con micorrize endotrofiche, questo significa che i semi possono svilupparsi solamente dopo essere infettati dalle spore di funghi micorrizici (infestazione di ife fungine). Questo meccanismo è necessario in quanto i semi da soli hanno poche sostanze di riserva per una germinazione in proprio.

## Biologia
La riproduzione di questa pianta può avvenire in due modi: 
- per via sessuata grazie all'impollinazione degli insetti pronubi, specialmente bombi. Questi posandosi sul labello per raggiungere con la proboscide il nettare contenuto nel fondo dello sperone, si agitano e si sfregano contro il ginostemio (posto in questo momento sopra il loro corpo) che vibrando rilascia del polline che va a posarsi sulle pari pelose dell'insetto. Quando lo stesso insetto si posa su un'altra orchidea parte di questo polline rimane attaccato al retinacolo (posto nella zona centrale del ginostemio) per merito della sostanza vischiosa presente sulla sua superficie. È avvenuto così il trasferimento del polline da un fiore all'altro. A questo punto lo stigma (parte inferiore del ginostemio) rimane impollinato, si sviluppa quindi un budello pollinico che entrando nell'ovario feconderà l'ovulo[3].; la germinazione dei semi è tuttavia condizionata dalla presenza di funghi specifici (i semi sono privi di albume – vedi sopra).
- per via vegetativa in quanto uno dei due bulbi possiede la funzione vegetativa per cui può emettere gemme avventizie capaci di generare nuovi individui (l'altro bulbo generalmente è di riserva).

## Distribuzione e habitat
Questa specie ha un areale steno-mediterraneo centro-orientale. La specie è presente in Sicilia e Italia del sud (forse in Sardegna e comunque in Corsica)). Fuori dall'Italia è diffusa dal centro del bacino del Mediterraneo fino alla Mesopotamia
L'habitat tipico di questa pianta sono i boschi di latifoglie e i boschi cedui umidi, oppure i prati bagnati. Il substrato preferito è calcareo con pH basico su terreno bagnato. Sui rilievi queste piante si possono trovare da 200 fino a 1850 m s.l.m.; frequentano quindi i seguenti piani vegetazionali: collinare, montano e in parte subalpino.

## Tassonomia
All'interno del genere Dactylorhiza D. saccifera fa parte della sezione Maculatae caratterizzata dall'avere dei tuberi profondamente divisi in diversi tubercoli e lo sperone del labello più breve dell'ovario (nell'altra sezione Sambucinae i tuberi sono divisi solamente all'apice e lo sperone è più lungo dell'ovario).
Il numero cromosomico di D. saccifera è: 2n = 40

### Variabilità
Dactylorhiza saccifera fa parte del gruppo Group of Dactylorhiza maculata (L.) Soó La struttura interna di questo gruppo è ancora in via di definizione e non trova concordi i vari specialisti del settore. La causa principale di queste difficoltà sono dovute alla facilità di ibridazione tra le varie entità ma anche a fenomeni di introgressione: si fissano così in una data area delle popolazioni con caratteri intermedi per cui i vari areali sono di difficile delimitazione. Un altro motivo deriva dalla capacità di queste piante di adattarsi velocemente e facilmente ad ambienti diversi e substrati diversi.

### Ibridi
Nell'elenco che segue sono indicati alcuni ibridi interspecifici:
- Dactylorhiza × daunia W.Rossi, P.Arduino, R.Cianchi, Piemont. & L.Bullini (1995) - Ibrido con Dactylorhiza romana (Sebast.) Soó  (1962)
- Dactylorhiza × serbica (Fleishmann) Soó (1962) - Ibrido con Dactylorhiza incarnata

Altri ibridi non presenti in Italia;
- Dactylorhiza × gustavssonii H.Baumann (1983) - Ibrido con Dactylorhiza iberica (M.Bieb. ex Willd.) Soó (1962)
- Dactylorhiza × katarana H.Baumann (1983) - Ibrido con Dactylorhiza kalopissii E.Nelson Monogr. & Ikonogr (1976)
- Dactylorhiza × kerasovinensis B.Willing & E.Willing (1987) - Ibrido con Dactylorhiza pindica B.Willing & E.Willing (1987)
- Dactylorhiza × sultandagi Renz & Taubenheim (1983) - Ibrido con Dactylorhiza iberica (M.Bieb. ex Willd.) Soó (1962)
- Dactylorhiza × vitosana H.Baumann (1983) - Ibrido con Dactylorhiza lagotis (Rchb.f.) H.Baumann (1983)

### Sinonimi
Questa entità ha avuto nel tempo diverse nomenclature. L'elenco che segue indica alcuni tra i sinonimi più frequenti:
- Orchis saccifera Brongn. (basionimo)
- Dactylorhiza maculata subsp. saccifera (Brongn.) Diklic
- Orchis gervasiana Tod.
- Orchis macrostachys Tineo
- Orchis maculata var. saccifera (Brongn.) Rchb.f. in H.G.L.Reichenbach

### Specie simili
Una specie molto simile è Dactylorhiza majalis; si distingue per i seguenti caratteri: le macchie delle foglie sono meno allungate, le brattee dell'infiorescenza sono più lunghe e quelle inferiori travalicano l'infiorescenza stessa, quest'ultima tende ad essere meno cilindrica (un po' più globosa), il fusto è cavo (e non pieno), le foglie sono leggermente più grandi.
Può inoltre essere confusa con Dactylorhiza incarnata o con Dactylorhiza traunsteineri, ma queste due orchidee sono più rare e inoltre la prima ha non ha le foglie maculate, mentre la seconda ha un portamento decisamente più gracile ed esile.

## Usi

### Farmacia
- Sostanze presenti: nei tuberi essiccati si può trovare tra l'altro 5% di albume, 48% di sostanze mucillaginose e 25% di amido[12].
- Proprietà curative: nella medicina popolare con i tuberi di queste piante si preparano dei decotti che sembrano avare proprietà anticatarrali, emollienti (risolve uno stato infiammatorio) e nutritive. In alcune zone una farina ottenuta dai tuberi viene usata come dieta per i bambini convalescenti[13].
- Parti usate: i tuberi.

### Giardinaggio
L'uso che attualmente viene fatto di queste piante è nel giardinaggio rustico e alpino.

## Conservazione
Come tutte le orchidee è una specie protetta e quindi ne è vietata la raccolta e il commercio ai sensi della Convenzione sul commercio internazionale delle specie minacciate di estinzione (CITES).